# Ballet nacional de Cuba

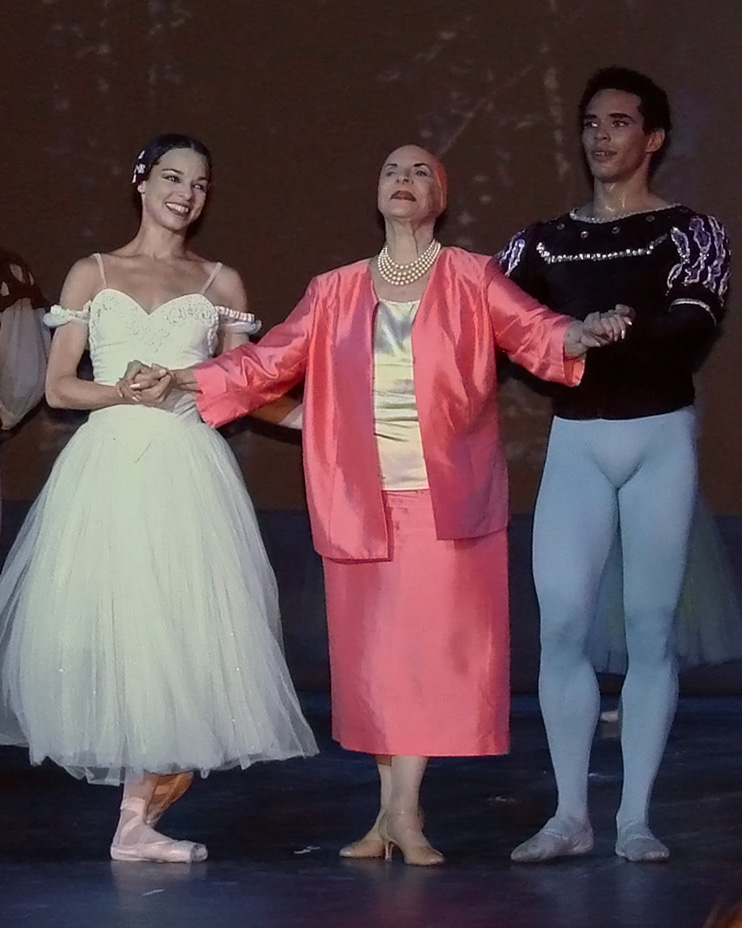
Alicia Alonso entourée de Viengsay Valdés et Romel Frometa du Ballet nacional de Cuba
(Grand Palais, Paris, 2007)

Le Ballet nacional de Cuba (en espagnol) est une compagnie de danse située à La Havane à Cuba.

## Historique
Cette compagnie fut fondée par l'ancienne danseuse étoile Alicia Alonso en 1948 sous le nom de Ballet Alicia Alonso. Ce n'est que plus tard que le nom de Ballet nacional de Cuba lui sera attribué.
En octobre 1966, le ballet est invité à Paris pour participer au Festival de danse de Paris. À cette occasion dix membres de la troupe demandent l'asile politique pour fuir Cuba et éviter notamment le risque d'être enfermés dans les unités militaires d'aide à la production. Ces camps de travail forcé, ont pour objectif de rééduquer les Cubains considérés comme asociaux par le régime castriste. Cela concerne notamment les religieux,  antimilitaristes, homosexuels ou opposants politiques. 
La compagnie est en 2008 toujours dirigée par sa fondatrice.
Sa fondatrice Alicia Alonso décède le 17 octobre 2019.